# Union Mons-Hainaut in het seizoen 2022/23
Het seizoen 2022/2023 was het 64e jaar in het bestaan van basketbalclub Union Mons-Hainaut.

## Verloop
De club kwam uit in de BNXT League. Mons eindigde als achtste in de nationale competitie en kwam daardoor uit in de Silver League waarin ze derde werden. Hierdoor waren ze niet gekwalificeerd voor het nationale kampioenschap. In de BNXT League play-offs wonnen ze in de eerste ronde van Den Helder Suns en in de tweede ronde van Yoast United voordat ze in de derde ronde verloren van Kangoeroes Mechelen.
In de Belgische beker verloren ze in de achtste finales van Limburg United.

## Ploeg
Antwerp Giants ·
Apollo Amsterdam ·
Aris Leeuwarden ·
BAL ·
Union Mons-Hainaut ·
Den Helder Suns ·
Donar ·
Feyenoord ·
Heroes Den Bosch ·
Kangoeroes Basket Mechelen ·
Landstede Hammers ·
Leuven Bears ·
Liège Basket ·
Limburg United ·
Okapi Aalst ·
Oostende ·
Brussels Basketball ·
Spirou Charleroi ·
Yoast United ·
ZZ Leiden